# Grand Acres (Teksas)
Grand Acres je naseljeno mjesto za statističke potrebe u američkoj saveznoj državi Teksas. Prema popisu stanovništva iz 2010. u njemu je živjelo 49 stanovnika.